# Protestantische Kirche (Lambrecht)
Die Protestantische Kirche in Lambrecht (Pfalz) – ehemals Klosterkirche St. Lambrecht – ist ein denkmalgeschütztes Gebäude.

## Architektur

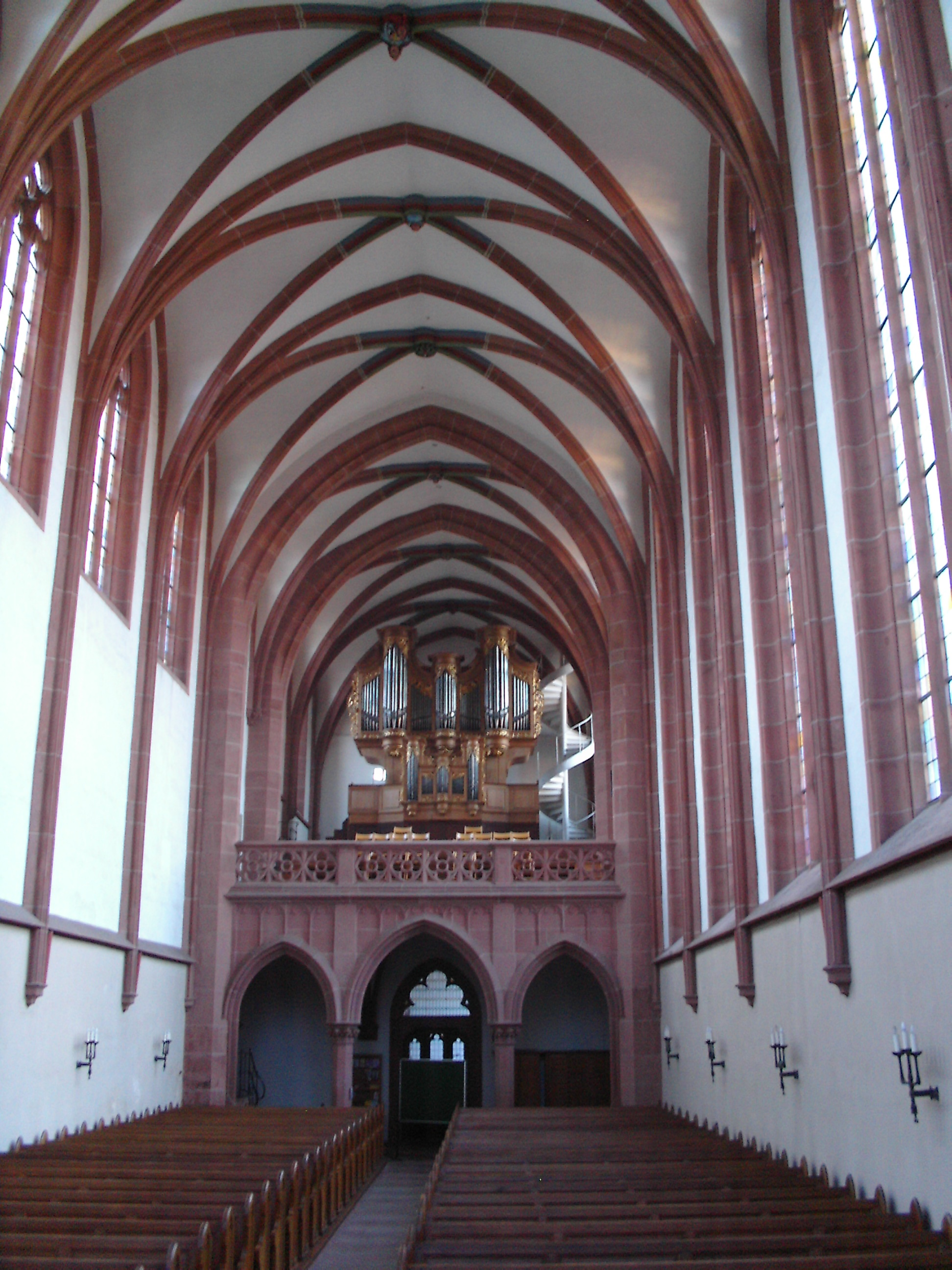
Klosterkirche St. Lambrecht, gegen Westen, mit der Orgel von Johann Georg Geib (1777) auf der Nonnenempore

Die Kirche ist ein einschiffiger, durchgehend gewölbter Bau im Stil der sogenannten Reduktionsgotik; ursprünglich maß er 60 m und hatte zwölf Joche. 1776 riss man an der Westseite drei Joche ab, so dass die heutige Kirche nur noch neun Joche besitzt und 45 m lang ist. Auf den Westteil setzte man 1922 einen Turm im damaligen Zeitgeschmack auf; ursprünglich besaß die Klosterkirche lediglich einen Dachreiter. Im Innern ist neben den gotischen Chor-Malereien (fünf komplette Wände im Chor) die Nonnenempore im Westbau beachtenswert, welche ebenfalls unter der Priorin Kunigunde von Fleckenstein († 10. August 1353) errichtet wurde. Eine gemalte Inschrift im Chor weist darauf hin, dass in der Kirche auch Graf Heinrich von Fleckenstein († 1305) und seine Gattin Agnes von Saarwerden beigesetzt sind; vermutlich handelt es sich um die Eltern der Priorin Kunigunde von Fleckenstein.
In Deidesheim, Ketschauer Hof, befindet sich die aus der hiesigen Klosterkirche stammende Grabplatte des Arnold Schliederer von Lachen († 1430), kurpfälzischer Statthalter und Hof-Küchenmeister.

## Orgel
Johann Georg Geib aus Saarbrücken stellte 1777 eine Orgel mit 24 Registern, auf zwei Manualen und Pedal im Chor der Klosterkirche auf. Diese wurde 1889 von den Orgelbauern Gebrüder Huber aus Pirmasens auf die neue Westempore übertragen. Dabei wurden im Positiv zwei Register ausgetauscht und im Pedal zwei Register auf bislang unbesetzten Schleifen ergänzt. Paul Zimnol aus Kaiserslautern ersetzte 1949 die beiden Register von Huber im Positiv. 1977 wurde das Instrument von Johannes Klais Orgelbau restauriert. Die beiden Pedalregister von Huber wurden dabei übernommen. Von Geib sind das Gehäuse, die Windladen, die Traktur sowie der Spielschrank und 22 Register (darunter auch die Prospektpfeifen) erhalten. Daher gilt das Werk als das am besten erhaltene Instrument Geibs. Die Orgel hat heute die folgende Disposition:
| I Rückpositiv C-d3 |                          |       |
| 1.                 | Gedackt                  | 8′    |
| 2.                 | Flaut travers D          | 8′    |
| 3.                 | Principal                | 4′    |
| 4.                 | Rohrflöth                | 4′    |
| 5.                 | Salicional (rep. bei c1) | 2′/4′ |
| 6.                 | Octave                   | 2′    |
| 7.                 | Mixtur III               | 1′    |
| 8.                 | Cromorne (B+D)           | 8′    |
| 9.                 | Vox humana (B+D)         | 8′    |
|                    | Tremulant                |       |

| II Hauptwerk C–d3 |               |        |
| 10.               | Gedackt       | 16′    |
| 11.               | Principal     | 8′     |
| 12.               | Bourdon       | 8′     |
| 13.               | Viol da Gamba | 8′     |
| 14.               | Octav         | 4′     |
| 15.               | Flöth         | 4′     |
| 16.               | Salicional    | 4′     |
| 17.               | Quint         | 3′     |
| 18.               | Superoctav    | 2′     |
| 19.               | Tertz         | 1 3⁄5′ |
| 20.               | Mixtur IV     | 1′     |
| 21.               | Trompet (B+D) | 8′     |

| Pedal C-g0 |              |     |
| 22.        | Subbaß       | 16′ |
| 23.        | Principalbaß | 8′  |
| 24.        | Violonbaß    | 8′  |
| 25.        | Octavbaß     | 4′  |
| 26.        | Posaunenbaß  | 16′ |